# Christiane Knetsch
Christiane Köpke-Knetsch, nata Knetsch (Brandenburg an der Havel, 24 agosto 1956), è un'ex canottiera tedesca.

## Palmarès

### Olimpiadi
- 2 medaglie:
  - 2 ori (Montréal 1976 nell'otto; Mosca 1980 nell'otto)

### Mondiali
- 1 medaglia:
  - 1 oro (Nottingham 1975 nell'otto)